# Maxwellinatica
Maxwellinatica is een geslacht van uitgestorven weekdieren uit de klasse van de Gastropoda (slakken).

## Soort
- Maxwellinatica phillipi Beu & B. A. Marshall, 2011 †